# P. Shanmugam
P. Shanmugam (Panchanatham Shanmugam; Tamil: பி. சண்முகம்; * 25. März 1927 in Nedungadu, Distrikt Karaikal; † 2. Februar 2013 in Karaikal) war ein indischer Politiker (Kongresspartei); von 2000 bis 2001 war er Chief Minister (Regierungschef) des Unionsterritoriums Puducherry (Pondicherry).
P. Shanmugam wurde am 25. März 1927 im Dorf Nedungadu im Distrikt Karaikal, damals ein Teil Französisch-Indiens und heute einer von vier Distrikten des Unionsterritoriums Puducherry, geboren. Seine politische Laufbahn in der Kongresspartei begann, nachdem die französischen Besitzungen 1954 den Anschluss an Indien vollzogen hatten. 1955, 1959 sowie erneut 1969 wurde P. Shanmugam in das Parlament Puducherrys gewählt. Von 1969 bis 1973 bekleidete er während der Regierungszeit der DMK-Partei für die Kongresspartei das Amt des Oppositionsführers. Von 1980 bis 1991 vertrat P. Shanmugam den Wahlkreis Puducherry in der Lok Sabha (dem gesamtindischen Unterhaus). Nach dem Scheitern der DMK-geführten Regierung unter R. V. Janakiraman wurde P. Shanmugam am 22. März 2000 von einer Koalition aus Kongresspartei, TMC, AIADMK und CPI zum Chief Minister von Puducherry gewählt. Als Ergebnis der Parlamentswahl im Mai 2001 wurde die Koalitionsregierung fortgesetzt und Shanmugam im Amt bestätigt. Da er aber selbst keinen Parlamentssitz hatte (was Voraussetzung für einen Regierungsposten ist) und kein Abgeordneter bereit war, zu seinen Gunsten zurückzutreten, musste P. Shanmugam das Amt des Chief Ministers aber im Oktober 2001 an N. Rangasamy abgeben.
Im Jahr 2008 zog sich P. Shanmugam aus gesundheitlichen Gründen aus der Politik zurück. P. Shanmugam verstarb am 2. Februar 2013 im Alter von 85 Jahren in Karaikal an den Folgen einer Kopfverletzung, die er sich morgens bei einem Sturz in seinem Badezimmer zugezogen hatte.